# Thomas Cup 1998/Qualifikation Europa
Die europäische Qualifikation zum Thomas Cup 1998, der Weltmeisterschaft für Herrenmannschaften im Badminton, fand in Sandefjord in Norwegen statt. Dänemark, Schweden und die Niederlande qualifizierten sich für die Endrunde des Cups.

## 1. Runde
- Botswana,  Ungarn und  Slowakei gemeldet, aber nicht gestartet

### Gruppe A
- Portugal –  Italien 5:0
- Portugal –  Kasachstan 5:0
- Portugal –  Georgien 5:0
- Portugal –  Sambia 5:0
- Italien –  Kasachstan 4:1
- Italien –  Sambia 5:0
- Italien –  Georgien 5:0
- Kasachstan –  Sambia 4:1
- Kasachstan –  Georgien 5:0
- Sambia –  Georgien 4:1

### Gruppe B
- Island –  Slowenien 5:0
- Island –  Lettland 5:0
- Island –  Frankreich 3:2
- Frankreich –  Lettland 5:0
- Frankreich –  Slowenien 5:0
- Slowenien –  Lettland 5:0

### Gruppe C
- Polen –  Israel 5:0
- Polen –  Armenien 5:0
- Polen –  Aserbaidschan 5:0
- Polen –  Südafrika 4:1
- Südafrika –  Israel 4:1
- Südafrika –  Aserbaidschan 5:0
- Südafrika –  Armenien 4:1
- Israel –  Aserbaidschan 5:0
- Israel –  Armenien 5:0
- Armenien –  Aserbaidschan 5:0

### Gruppe D
- Vereinigte Staaten –  Belarus 4:1
- Vereinigte Staaten –  Peru 5:0
- Vereinigte Staaten –  Griechenland 5:0
- Belarus –  Griechenland 5:0
- Belarus –  Peru 3:2
- Peru –  Griechenland 5:0

### Gruppe E
- Finnland –  Tschechien 4:1
- Finnland –  Zypern 5:0
- Finnland –  Guatemala 5:0
- Tschechien –  Guatemala 4:1
- Tschechien –  Zypern 5:0
- Guatemala –  Zypern 5:0

### Gruppe F
- Norwegen –  Brasilien 5:0
- Norwegen –  Estland 5:0
- Norwegen –  Irland 5:0
- Irland –  Estland 5:0
- Irland –  Brasilien 5:0
- Estland –  Brasilien 3:2

### Gruppe G
- Schottland –  Wales 3:2
- Schottland –  Litauen 5:0
- Schottland –  Belgien 4:1
- Wales –  Belgien 3:2
- Wales –  Litauen 5:0
- Belgien –  Litauen 5:0

### Gruppe H
- Schweiz –  Österreich 3:2
- Schweiz –  Spanien 3:2
- Schweiz –  Mexiko 5:0
- Österreich –  Mexiko 5:0
- Österreich –  Spanien 5:0
- Spanien –  Mexiko 5-0;

## Halbfinalrunde

### Gruppe W
- Dänemark –  Norwegen 5:0
- Dänemark –  Schottland 4:1
- Dänemark –  Russland 5:0
- Russland –  Schottland 3:2
- Norwegen –  Russland 3:2
- Schottland –  Norwegen 3:2

### Gruppe X
- England –  Finnland 4:1
- England –  Deutschland 4:1
- England –  Schweiz 5:0
- Deutschland –  Schweiz 4:1
- Deutschland –  Finnland 4:1
- Finnland –  Schweiz 4:1

### Gruppe Y
- Niederlande –  Portugal 4:1
- Niederlande –  Island 4:1
- Niederlande –  Ukraine 3:2
- Ukraine –  Island 5:0
- Ukraine –  Portugal 3:2
- Portugal –  Island 3:2

### Gruppe Z
- Schweden –  Polen 4:1
- Schweden –  Vereinigte Staaten 5:0
- Schweden –  Bulgarien 5:0
- Bulgarien –  Vereinigte Staaten 3:2
- Bulgarien –  Polen 4:1
- Vereinigte Staaten –  Polen 3:2

## Halbfinale
- Dänemark –  England 5:0
- Niederlande –  Schweden 4:1

## Spiel um Platz 3
- Schweden –  England 3:2

## Finale
- Dänemark –  Niederlande 5:0
- Dänemark,  Niederlande und  Schweden qualifiziert für die Endrunde